# 227 v. Chr.
Portal Geschichte | Portal Biografien | Aktuelle Ereignisse | Jahreskalender | Tagesartikel

◄ |
4. Jahrhundert v. Chr. |
3. Jahrhundert v. Chr. |
2. Jahrhundert v. Chr. |
►

◄ | 240er v. Chr. | 230er v. Chr. | 220er v. Chr. | 210er v. Chr. |
200er v. Chr. |
►

◄◄ | ◄ | 230 v. Chr. | 229 v. Chr. | 228 v. Chr. | 227 v. Chr. |
226 v. Chr. |
225 v. Chr. |
224 v. Chr. |
► |
►►
Staatsoberhäupter

## Ereignisse

### Politik und Weltgeschehen

#### Westliches Mittelmeer
- Die Inseln Sardinien und Korsika werden unter der Bezeichnung Sardinia et Corsica als zweite römische Provinz nach Sicilia eingerichtet.
- Die Anzahl der Prätoren wird in Rom von zwei auf vier erhöht, die der Quästoren von sechs auf acht.

#### Östliches Mittelmeer
- Antigonos III. Doson, Regent für den unmündigen Philipp V., setzt diesen ab und erklärt sich selbst zum König von Makedonien. Er heiratet Phthia, Witwe des früheren Königs Demetrios.
- König Kleomenes III. von Sparta setzt seine radikalen Reformen um: Aufhebung der Schulden, Neuverteilung des Bodens, Bürgerrechtsverleihung an Periöken und Metöken. Jede Opposition gegen die Reform wird unterdrückt, Kleomenes lässt vier der fünf Ephoren hinrichten, schafft dieses Amt ab und setzt seinen Mitkönig Archidamos V. ab, an dessen Stelle er seinen eigenen Bruder Eukleidas einsetzt. Zugleich initiiert Kleomenes eine expansionistische Außenpolitik und führt den Kleomenischen Krieg gegen den Achaiischen Bund, der sich daraufhin Makedonien anschließt. Sparta besiegt die Achaiier in der Schlacht am Berg Lykaion, doch gelingt Aratos von Sikyon, dem achaiischen Feldherrn, die Einnahme von Mantineia. Bei Ladokeia besiegt Kleomenes wiederum die Achaiier, wobei deren Feldherr Lydiades ums Leben kommt.
- Antiochos Hierax, seleukidischer Prätendent, flieht nach der Niederlage gegen Attalos I. von Pergamon und von Seleukos II. verfolgt, nach Ägypten, wo er von Räubern erschlagen wird.
- Onias II. wird Hohepriester der Juden.

#### Asien

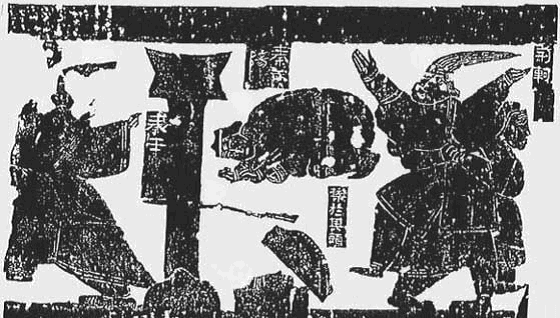
Das Attentat auf Qin Shihuangdi

- Nachdem der Kronprinz des chinesischen Staates Yan mit Hilfe des aus Wei stammenden Jing Ke ein erfolgloses Attentat auf Qin Shihuangdi, den Herrscher von Qin unternommen hat, reagiert dieser mit einer Invasion in Yan, dessen Hauptstadt im selben Jahr erobert wird. Der Binnenstaat Qin erlangt damit einen Zugang zum Meer.

### Katastrophen
- Der Koloss von Rhodos wird bei einem Erdbeben zerstört (nach anderen Angaben 226 bzw. 224 v. Chr.).

## Gestorben
- Antiochos Hierax, seleukidischer Prätendent, Gegner des Königs Seleukos II. (* um 263 v. Chr.)
- Jing Ke, chinesischer Politiker
- Lydiadas von Megalopolis, griechischer Politiker und Heerführer